# برنارد اونانگا ایتوآ
برنارد اونانگا ایتوآ (انگلیسی: Bernard Onanga Itoua؛ زادهٔ ۷ سپتامبر ۱۹۸۸) بازیکن فوتبال اهل فرانسه است.
از باشگاه‌هایی که در آن بازی کرده‌است می‌توان به باشگاه فوتبال اوسر و باشگاه فوتبال لیتکس لووچ اشاره کرد.